# Cyclos
Cyclos is bancaire software, ontwikkeld door STRO en gebruikt door microkredietinstellingen, lokale banken (in ontwikkelingslanden) en alternatieve geldsystemen zoals LETSkringen, barternetwerken en tijdbanken (zie lokale ruileconomie).
Het heeft de volgende functionaliteiten:
- Internetbankieren
- Marktplaats
- Bedrijvengids
- Referenties en beoordelen van betalingen
- Berichten en notificatie systeem
- Callcenter functies
- Geïntegreerd managementinformatiesysteem

Het programma kan gebruikt worden via internet, maar kan ook via de mobiele telefoon (WAP/SMS) en pin-apparaten. Het is mogelijk om via sms en met een kaart te betalen.
STRO ontving in 2014 de E-pay innovation award voor haar Cyclos-software. Aan deze prijs, toegekend door de Electronic Transaction Association, was een geldprijs van 50.000 dollar verbonden van de Bill & Melinda Gates Foundation.